# عیسی‌آباد (محلات)
عیسی‌آباد روستایی در دهستان خورهه بخش مرکزی شهرستان محلات استان مرکزی ایران است.

## جمعیت
بر پایه سرشماری عمومی نفوس و مسکن در سال ۱۳۹۵ جمعیت این روستا ۱۲۱ نفر (۵۱خانوار) بوده‌است.